# Deryk Theodore
Deryk Theodore (* 18. August 1989 in Edmonton) ist ein kanadischer Stabhochspringer.

## Sportliche Laufbahn
Erste internationale Erfahrungen sammelte Deryk Theodore bei den Panamerikanischen Juniorenmeisterschaften 2007 in São Paulo, bei denen er mit 4,65 m den vierten Platz belegte. 2008 schied er bei den Juniorenweltmeisterschaften in Bydgoszcz mit 5,00 m in der Qualifikation aus. 2010 gewann er bei den U23-NACAC-Meisterschaften in Miramar mit 5,10 m die Silbermedaille. 2017 gewann er bei den Spielen der Frankophonie in Abidjan mit 5,30 m die Bronzemedaille und erreichte bei der Sommer-Universiade in Taipeh mit 5,10 m den zehnten Rang. 2018 nahm er erstmals an den Commonwealth Games im australischen Gold Coast teil und belegte dort mit 5,35 m den siebten Platz.
2016 wurde Theodore kanadischer Meister im Stabhochsprung. Er ist Student am Northern Alberta Institute of Technology.

## Persönliche Bestleistungen
- Stabhochsprung: 5,41 m, 7. Juni 2017 in Edmonton
  - Stabhochsprung (Halle): 5,38 m, 12. Februar 2016 in Seattle